# Antonio Fernández Fernández
Antonio Fernández Fernández (Campillo de Llerena, Badajoz) fue Consejero de Economía y Hacienda de la Junta de Extremadura

## Trayectoria
Es licenciado en Ciencias Económicas y Empresariales por la Universidad de Málaga y doctor por la Universidad de Sevilla. Desde 1993 es catedrático universitario en Economía Financiera y Contabilidad, impartiendo docencia en la Facultad de Ciencias Económicas de la Universidad de Extremadura.
Es censor jurado de cuentas, por oposición.
Comenzó su carrera profesional en el ámbito privado en la Dirección Regional para Andalucía y Extremadura de Bankunión, con sede en Sevilla (llegó a ser director regional de inversiones).
No obstante, la mayor parte de su vida profesional está ligada al ámbito universitario. Fernández estuvo diez años en la Universidad de Sevilla, y desde 1984, en la Universidad de Extremadura. En esta última, ocupó el cargo de decano de la Facultad de Ciencias Económicas durante catorce años (hasta 2008), impartiendo, hasta su nombramiento, docencia en dicha facultad.
Es coautor de diversas publicaciones en revistas científicas, tanto nacionales como internacionales. Ha impartido docencia en másteres y cursos de doctorado en diversas universidades españolas e hispanoamericanas. Además, ha impartido conferencias, tanto en Extremadura, como fuera de ella.